# Rosa miyiensis
Rosa miyiensis — вид рослин з родини трояндових (Rosaceae); ендемік Китаю.

## Біоморфологічна характеристика
Кущ 1–2 метри заввишки. Гілочки червоно-коричневі, злегка загнуті, гладкі, але залозисто-запушені; колючки зазвичай рідкісні, міцні, надуті біля основи. Листки включно з ніжками 5.5–9 см; прилистки здебільшого прилягають до ніжки, по краю нерівно пилчасті і залозисто запушені, знизу залозисті, вільні частини ланцетні, верхівка довго гостра; остови й ніжки гладкі, але залозисто запушені і мало коротко колючі; листочків 5–7, жовто-зелені знизу й насичено зелені зверху, еліптичні, рідко довгасті, 20–35 × 12–22 мм, обидві поверхні голі; основа основа закруглена або майже так, край пилчастий або майже подвійно пилчастий, верхівка гостра або коротко загострена. Квіток 10–15 у волоті, 2.7–3 см у діаметрі. Чашолистків 5, ланцетні. Пелюстки подвійні, білі, зворотно-яйцюваті, основа клиноподібна, верхівка округло-тупа.

## Поширення й умови зростання
Ендемік Китаю: пд., Сичуань. Зростає на висотах ≈ 1700 метрів.